# Emmelie de Forest
Emmelie de Forest, (Randers, 1993. február 28. –) dán énekesnő, Randersban született, Dániában, dán anya és svéd apa gyermekeként. Szülei elváltak, amikor még gyermek volt, ezt követően az édesanyjával nőtt fel Mariagerban, Dániában. Amikor hétévesen látta a tévében, hogy a dán Olsen Brothers megnyerte az Eurovíziós Dalfesztivált, akkor döntötte el, hogy ő is szeretné átélni ezt az élményt. Ő képviselte Dániát a 2013-as Eurovíziós Dalfesztiválon Malmőben, az Only Teardrops című dallal, amivel nyert is.
Emmelie kilencévesen kezdett el énekelni. Tizennégy évesen a skót Fraser Neill zenei producerrel kapcsolatba került, aki segített neki karrierje elindulásában. 2011-ben Koppenhágába költözött; itt kezdte el egyetemi tanulmányait. Megnyerte a 2013-as Malmőben rendezett Eurovíziós Dalfesztivált, ahol tizennyolcadikként állt a színpadra, a magyar ByeAlex után és az izlandi Eythor Ingi előtt. A szavazás során 281 pontot gyűjtött össze, nyolc országtól a maximális tizenkettőt begyűjtve. A magyar szakmai zsűri és szavazó közönség tíz ponttal jutalmazta Emmelie-t a dalfesztivál döntőjében. A verseny történetében a negyedik legmagasabb pontszámmal tudott győzni a dán énekesnő.
Első lemeze 2013. május 6-án jelent meg "Only Teardrops" címmel. 2013. augusztus 19-én megjelent második kislemeze az "Only Teardrops" című albumról Hunter & Prey címmel.

## Diszkográfia

### Albumok
| Cím            | Album adatai                                                                                          | Slágerlistás helyezés | Slágerlistás helyezés | Slágerlistás helyezés | Slágerlistás helyezés |
| Cím            | Album adatai                                                                                          | [ 4 ]                 | [ 5 ]                 | [ 6 ]                 | [ 7 ]                 |
| -------------- | --- | --------------------- | --------------------- | --------------------- | --------------------- |
| Only Teardrops | - Megjelent: 2013. május 6. - Kiadó: Universal Music Denmark - Formátum: CD, CD/DVD, Digital Download | 4                     | 140                   | 50                    | 148                   |
| History        | - Megjelent: 2018. február 9. - Kiadó: Cosmos - Formátum: Digital Download                            | —                     | —                     | —                     | —                     |

### Kislemezek
| 2013                                                                                             | Only Teardrops    | 1 | 47 | 7 | 11 | 5  | 5  | 4 | 3  | 3  | 15 | Only Teardrops |
| 2013                                                                                             | Hunter & Prey     | — | —  | — | —  | —  | —  | — | —  | —  | —  | Only Teardrops |
| 2014                                                                                             | Rainmaker         | 1 | —  | — | —  | 58 | 65 | — | 23 | 74 | 73 | —              |
| 2014                                                                                             | Drunk Tonight     | — | —  | — | —  | —  | —  | — | —  | —  | —  | —              |
| 2015                                                                                             | Hopscotch         | — | —  | — | —  | —  | —  | — | —  | —  | —  | —              |
| 2017                                                                                             | Sanctuary         | — | —  | — | —  | —  | —  | — | —  | —  | —  | History        |
| 2018                                                                                             | History           | — | —  | — | —  | —  | —  | — | —  | —  | —  | History        |
| 2018                                                                                             | Rabbit            | — | —  | — | —  | —  | —  | — | —  | —  | —  | History        |
| 2019                                                                                             | Going Ghost       | — | —  | — | —  | —  | —  | — | —  | —  | —  | History        |
| 2021                                                                                             | Typical Love Song | — | —  | — | —  | —  | —  | — | —  | —  | —  | —              |
| A "—" jelzi, ha egy dal nem ért el slágerlistás helyezést, vagy abban az országban nem adták ki. |                   |   |    |   |    |    |    |   |    |    |    |                |

## Fordítás
- Ez a szócikk részben vagy egészben  az   Emmelie de Forest című angol Wikipédia-szócikk fordításán alapul.  Az eredeti cikk szerkesztőit annak laptörténete sorolja fel. Ez a jelzés csupán a megfogalmazás eredetét és a szerzői jogokat jelzi, nem szolgál a cikkben szereplő információk forrásmegjelöléseként.